# Styrax pallidus
Styrax pallidus är en storaxväxtart som beskrevs av A. Dc. Styrax pallidus ingår i släktet Styrax och familjen storaxväxter. Inga underarter finns listade i Catalogue of Life.